# Orquestra Sinfônica de Atlanta
A Orquestra Sinfônica de Atlanta ou Orquestra Sinfónica de Atlanta (em inglês:  Atlanta Symphony Orchestra) é uma orquestra americana, baseada em Atlanta, Geórgia, Estados Unidos. Robert Spano é o Diretor Musical desde 2001. 
A orquestra foi fundada em 1945 e apresentou-se pela primeira vez como Orquestra Sinfônica Jovem de Atlanta, sob a direção de Henry Sopkin, um educador musical de Chicago, que continuou na frente da orquestra até 1966. A organização mudou o nome em 1947 e atraiu grandes solistas, como Isaac Stern e Gleen Gould. Em 1967 Robert Shaw tornou-se Diretor Musical. Em 1970 Shaw fundou o Coro da Orquestra Sinfônica de Atlanta. Em 1988, Yoel Levi tornou-se Diretor Musical e Maestro Residente. Sob sua direção a orquestra apresentou-se em cerimônias oficiais, como o encerramento das Olimpíadas de Verão de 1996, em Atlanta. Levi tornou-se Diretor Musical Emeritus em 2000 e foi sucedido por Robert Spano.
A orquestra e o coro fizeram sua primeira gravação em 1975, com o álbum intitulado Em 1978 a orquestra tornou-se a primeira orquestra americana a fazer uma gravação digital, quando gravaram Pássaro de Fogo de Igor Stravinsky e partes da ópera Príncipe Igor de Alexander Borodin, para a Telarc. Uma das gravações mais conhecidas da orquestra é a da Nona Sinfonia de Beethoven, dirigida por Robert Shaw.

## Turnês
A orquestra realizou uma turnê europeia em 1991 com Yoel Levi (e com o Coral, sob Robert Shaw em 1988). Em 2006 a Orquestra e o Coro de Câmara, com Robert Spano, foram a orquestra e coro residentes do Festival Ojai, da Califórnia. O coral viajou para Berlim três vezes, apresentando o War Requiem de Benjamin Britten (2003), Grande Messe des Mortes de Hector Berlioz (2008) e Ein Deutsches Requiem de Johannes Brahms (2009) com a Filarmônica de Berlim, sob a regência do Maestro Convidado Residente, Donald Runnicles.
A residência da orquestra é o Atlanta Symphony Hall em Woodruff Arts Center. Desde 2005 a Orquestra vem planejando a construção do seu novo teatro.

## Diretores Musicais
- Robert Spano (2001-)
- Yoel Levi (1988-2000) atual Diretor Musical Emérito
- Robert Shaw (1967-1988) Diretor Musical Emérito e Maestro Laureado de 1988-1999
- Henry Sopkin (1945-1966)